# Yanyuan

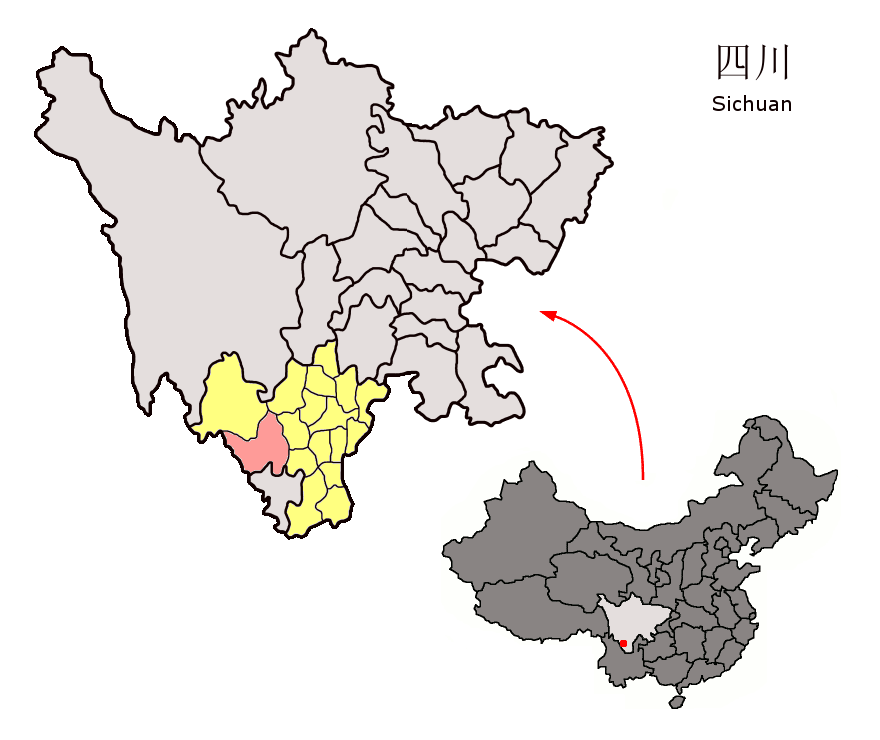
Lage des Kreises Yanyuan (rosa) im Autonomen Bezirk Liangshan (gelb), Sichuan.

Der Kreis Yanyuan (chinesisch 盐源县, Pinyin Yányuán Xiàn) im Autonomen Bezirk Liangshan der Yi liegt im Südwesten der chinesischen Provinz Sichuan, Volksrepublik China. Sein Hauptort ist die Großgemeinde Yanjing (盐井镇). Der Kreis hat eine Fläche von 7.744 km² und zählt 340.898 Einwohner (Stand: Zensus 2020). 2002 betrug die Einwohnerzahl 320.000, wovon nach den Ergebnissen der Volkszählung im Jahr 2000 47 % Yi, 44 % Han-Chinesen und 9 % Angehörige anderer Völker waren, vor allem Mongolen und Tibeter.